# 확률 분포

주사위 두 개를 던졌을 때 두 눈의 합 에 대한 확률분포

정규 분포

확률 분포(確率 分布, probability distribution)는 확률 변수가 특정한 값을 가질 확률을 나타내는 함수를 의미한다. 예를 들어, 주사위를 던졌을 때 나오는 눈에 대한 확률변수가 있을 때, 그 변수의 확률분포는 이산균등분포가 된다.
확률 분포는 확률 변수가 어떤 종류의 값을 가지는가에 따라서 크게 이산 확률 분포와 연속 확률 분포 중 하나에 속하며, 둘 중 어디에도 속하지 않는 경우도 존재한다.

## 이산 확률 분포
이산 확률 분포(discrete probability distribution)는 이산 확률 변수가 가지는 확률 분포를 의미한다. 여기에서 확률변수가 이산 확률변수라는 말은 확률 변수가 가질 수 있는 값의 개수가 가산 개 있다는 의미이다.
이산 확률 분포는 확률 질량 함수를 통하여 표현가능하며, 누적 분포 함수로 표현할 경우 그 함수는 비약적 불연속으로만 증가한다.
자주 사용되는 이산 확률분포에는 다음과 같은 예가 있다.

### 이산 확률 분포
이산 확률 분포
- 이산균등분포
- 푸아송 분포
- 베르누이 분포
- 기하 분포
- 초기하 분포
- 이항 분포
- 음의 이항 분포
- 다항 분포

## 연속 확률 분포
연속 확률 분포(continuous probability distribution)는 확률 밀도 함수를 이용해 분포를 표현할 수 있는 경우를 의미한다. 연속 확률 분포를 가지는 확률변수는 연속 확률 변수라고 부른다.
자주 사용되는 연속 확률분포에는 다음과 같은 예가 있다.

### 연속 확률 분포
연속 확률 분포
- 정규 분포
- 연속균등분포
- 카이제곱 분포
- 감마 분포

## 같이 보기
- 누적 분포 함수